# Estação Ferroviária de Poceirão
A Estação Ferroviária de Poceirão é uma gare da Linha do Alentejo, que funciona como entroncamento com as concordâncias de Poceirão e Agualva, e serve a localidade de Poceirão, no município de Palmela, em Portugal.

## Descrição

### Localização e acessos
Esta interface situa-se na localidade de Poceirão, em frente ao Largo da Estação do Poceirão.
A Carris Metropolitana opera, desde 2022, sete carreiras regulares de autocarro, ligando a estação a toda a Península de Setúbal.

### Infraestrutura
Em Janeiro de 2011, possuía nove vias de circulação, com 93 a 800 m de comprimento; as plataformas tinham 160 e 100 m de extensão, e 35 e 40 cm de altura.

## História

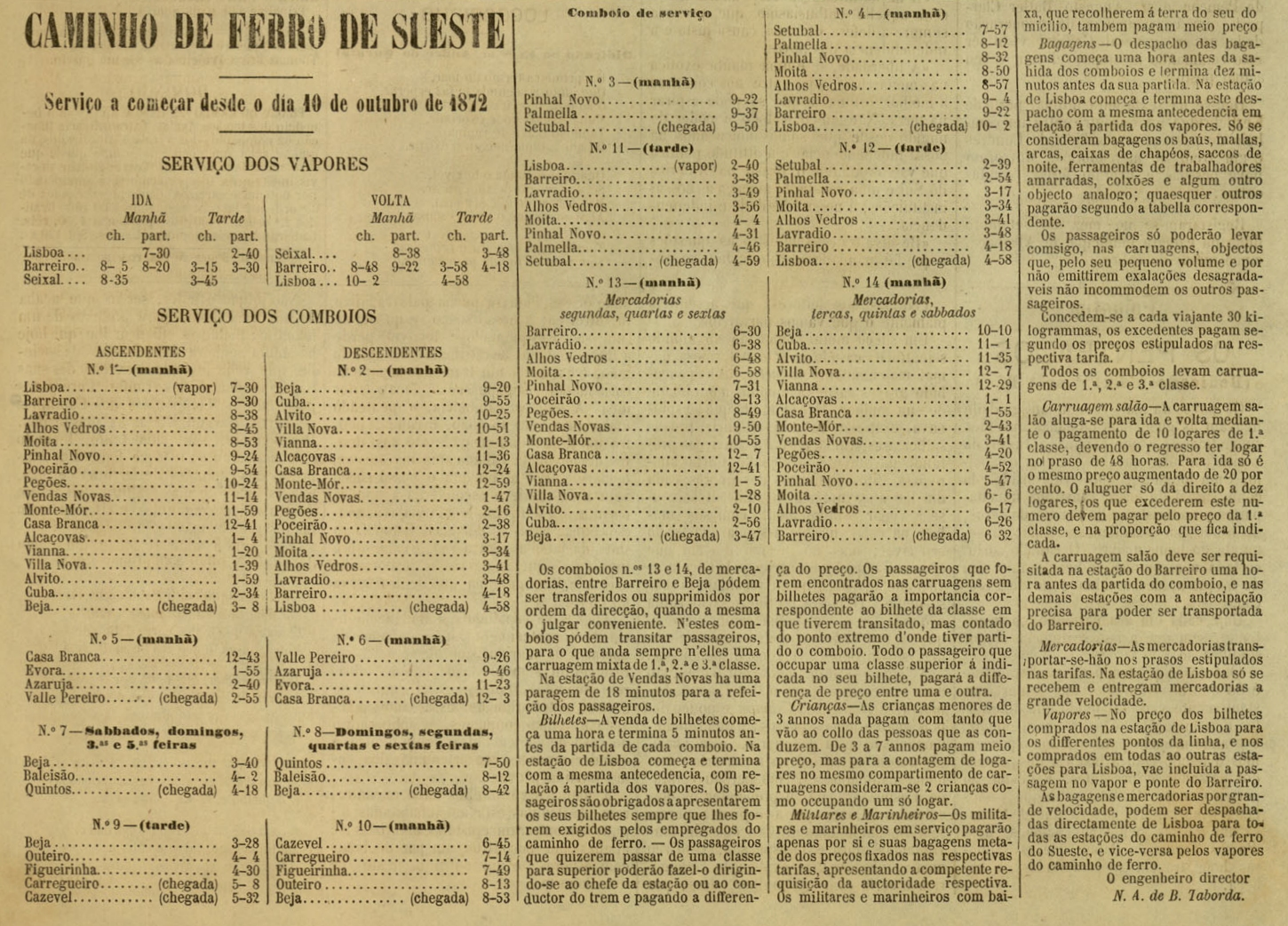
Horários dos vapores para a margem Sul e dos comboios no Alentejo, em 1872.

A estação insere-se no troço entre Barreiro e Bombel da Linha do Alentejo, que entrou ao serviço em 15 de Junho de 1857.
Em 1913, a estação do Poceirão era servida por carreiras de transporte público automóvel até Águas de Moura, Alberge, Alcácer do Sal, Palma, Santa Margarida do Sado, Grândola, São Francisco da Serra, Santiago do Cacém e Sines.
Em 24 de Outubro de 2013, descarrilou um vagão de um comboio de transporte de amoníaco no interior desta estação, acidente que não provocou mortos nem feridos, mas obrigou ao corte da circulação ferroviária. O vagão-cisterna transportava 35 t daquele produto tóxico, tendo descarrilado quando o comboio estava a fazer manobras. Não chegaram a acontecer fugas, mas a Guarda Nacional Republicana e os bombeiros montaram um perímetro de segurança por precaução, enquanto decorreram as operações de remoção do vagão sinistrado.